# Дар Помор'я (фрегат)
«Дар Помор'я» (пол. SV Dar Pomorza) — польський трищогловий вітрильний фрегат. Споруджений у 1909 році на верфі компанії «Blohm + Voss», Гамбург. Вітрильник є кораблем-музеєм, знаходиться в місті Гдиня, як філія Центрального Морського музею в Гданську.